# Adolf Stein (Schriftsteller)
Adolf Stein (* 16. August 1871 in Moskau; † im März oder April 1945 in Swinemünde oder Dievenow; das Amtsgericht Kirchhain stellte als „Zeitpunkt des Todes“ den „31. Dezember 1945, 24.00 Uhr“ fest.) war ein konservativer Journalist und Schriftsteller in Berlin der Weimarer Zeit. Er schrieb in den 1910er Jahren vorzugsweise unter den Pseudonymen Gerd Fritz Leberecht und Lookout, ab 1920 unter Rumpelstilzchen und A.

## Leben
Adolf Stein wurde am 16. August 1871 in Moskau als Sohn des Eisenbahnchefs a. D. Adolf Ludwig Julius Stein geboren, seine Mutter war Helene von Schönfeld.
Er besuchte zunächst die Gymnasien in Reval und Stettin und studierte dann an den Universitäten in Berlin und Heidelberg. Während seines Studiums wurde er Mitglied beim Verein Deutscher Studenten Berlin. 1894 heiratete er Anna Brasche, eine Pastorentochter aus Reval, nach deren Tod ehelichte er 1903 Auguste Freiin Schaeffer von Bernstein, die Tochter eines Kammerherrn und Hofstallmeisters aus Darmstadt. Diese Ehe wurde 1907 geschieden und er heiratete Käte Jourdan, die Tochter eines höheren Finanzbeamten. Aus seinen Ehen gingen sechs Kinder hervor, zudem wurden zwei Pflegesöhne in die Familie aufgenommen.
Während seines Militärdienstes war er Mitarbeiter der „Kreuzzeitung“, danach Redakteur bei verschiedenen Lokalzeitungen. Er unternahm Reisen nach Afrika und Zentralasien. 1904 gründete er in Berlin das Wochenblatt „Der Deutsche“ im „Verlag des Deutschen“. Im Ersten Weltkrieg wurde er Flieger-Major.
1919 war er Sonderberichterstatter bei der Weimarer Nationalversammlung für die nationalliberale Berliner Tägliche Rundschau. Über seine meist satirisch zugespitzten Erlebnisse und Beobachtungen veröffentlichte er auf Basis der Zeitungsartikel 1920 im Verlag der Rundschau unter dem Pseudonym „A.“ das Buch Friedrich der Vorläufige, die Zietz und die Anderen : die Weimarer Nationalversammlung 1919.
1920 wurde Stein von Alfred Hugenberg angeworben, der seine politischen Ansichten teilte. Ihm wurde in dessen Medienkonzern die Redaktionsleitung des Materndienstes Deutscher Pressedienst übertragen. An dieser wichtigsten Schaltstelle in der Berliner Konzernzentrale hatte Stein direkten Einfluss auf die tägliche Themenauswahl und politische Meinung der über 350 Provinzzeitungen des DNVP-orientierten Konzerns im gesamten Reich. Stein avancierte damit zu dem „Agitator der Hugenberg-Presse“ und zum „Wortführer des rechten Lagers“ (Albrecht).
Stein gab außerdem diverse politische Schriften heraus, in denen er einerseits Paul von Hindenburg glorifizierte als Retter des Vaterlandes, alle Cäsare und Napoleone überragende(n) Feldherr usw., andererseits gezielt die Weimarer Republik und ihre Politiker diffamierte, ausdrücklich mit dem Ziel, diese unmöglich zu machen. So titulierte er den sozialdemokratischen Reichspräsidenten Friedrich Ebert nur als Friedrich den Vorläufigen und verfasste Schmähschriften mit Titeln wie „Zwischen Staatsmännern, Reichstagsabgeordneten und Vorbestraften“. Den Zentrumspolitiker Matthias Erzberger bezeichnete er in einem anderen Werk noch polemischer als Reichsschädling und Riesenpolyp. Er unterstützte die Dolchstoßlegende der politischen Rechten und schreckte zunehmend auch vor offenen Gewaltandrohungen gegen missliebige Politiker nicht zurück. Durch diese Art der Presseagitation aufgewiegelte Attentäter setzten die Drohungen an Erzberger und Philipp Scheidemann bald danach in die Tat um.
Als 1921 von Ebert nach der Ermordung Erzbergers mit der Republikschutz-Verordnung nach Art. 48 der Weimarer Verfassung der Ausnahmezustand ausgerufen wurde und auch wegen der vorangegangenen demagogischen Presseveröffentlichungen die Pressefreiheit eingeschränkt wurde, protestierte Stein heftig gegen diesen Maulkorberlass der Linken, er sah sich nicht als Täter, sondern als Opfer.
Die Schriften Steins wurden in zigtausendfacher Auflage gedruckt und verbreitet. Von der Schrift Für wen?, in der Stein im Wahlkampf 1924 gegen Staatspräsident Ebert gerichtete Unterstellungen und polemische Anschuldigungen verbreitete, wurden zum Beispiel zwar zunächst in Berlin über 22.000 Exemplare von der Polizei konfisziert, sofort wurden jedoch von der DNVP – Stein war ein Freund von Karl Helfferich, dem extrem rechten führenden DNVP-Politiker und Bankier – eine halbe Million Exemplare nachgedruckt und an deren ca. 12.000 Ortsgruppen zu Wahlkampfzwecken verschickt.
Teilweise wurden von den verschiedenen Hugenberg-Zeitungen regelrechte Kampagnen gegen die Reichsregierung inszeniert, in denen sie sich gegenseitig zitierten und verstärkten. Beispielsweise wurde in den zum Hugenberg-Konzern gehörenden bzw. von ihm beeinflussten Regionalzeitungen München-Augsburger Abendzeitung, „Mitteldeutsche Presse“ und anderen durch Stein der Abdruck eines Offenen Briefes des Münchner Nationalisten und Hitler-Finanziers Emil Gansser ermöglicht, der Reichspräsident Ebert vorwarf, die Kriegsniederlage durch sein Verhalten vor und nach Kriegsende mitverschuldet zu haben. Der Vorwurf Ganssers war zunächst im Völkischen Beobachter erschienen, worauf dieser verboten worden war. Im Verlauf des folgenden Verleumdungsprozesses gab Stein die Schrift Eberts Prozeß in einer Auflage von 100.000 Exemplaren heraus, er war täglich selbst im Gerichtssaal anwesend. Der Prozess hatte Folgen: Gegen das Urteil, Ebert habe „objektiv Landesverrat“ begangen und Gansser sei daher nur Beleidigung, nicht aber Verleumdung vorzuwerfen, legten Ebert und auch Gansser Berufung ein. Der Berufungsprozess blieb ohne Ergebnis, denn Ebert starb an den Folgen einer wegen des ersten Prozesses verschleppten und dann zu spät operierten Blinddarmentzündung. Gleichwohl gab Stein mit 20.000 Exemplaren noch die Schrift heraus: „Eberts Prozeß in der Berufung von einem Prozeßteilnehmer“.
Stein pflegte in seinen Formulierungen zwar keinen „Radau-Antisemitismus“, brachte seine antisemitische Einstellung aber nachhaltig, auch in aller Schärfe, zum Ausdruck, beispielsweise gegenüber dem USPD-Abgeordneten Oskar Cohn. Stein trennte Juden in „wirklich patriotische(r) … nützliche Mitbürger, die unsere Volkswirtschaft nicht entbehren kann“, und „Schädlinge, Schnorrer und Verschwörer. Die sollen und dürfen uns nicht knechten. Wir sind es satt. Bescheidener sollen sie sein.“
Vom 1. Oktober 1920 bis 8. August 1935 verfasste Adolf Stein unter dem Pseudonym Rumpelstilzchen seine Plauderbriefe, die als „Berliner Allerlei“ Woche für Woche reichsweit in 30 bis 35 „Provinzzeitungen“ erschienen, für den bürgerlichen Leserkreis mit „Berliner Schnauze“ geschriebene Glossen über das Kultur- und Zeitgeschehen und fast alle prominenten Zeitgenossen. Jeweils im Folgejahr wurden sie abermals in Buchform herausgegeben.
Seine deutschnationale und monarchistische Einstellung wurde am 1. Dezember 1932 von der liberalen Vossischen Zeitung im Ullstein Verlag in einem Artikel „Rumpelstilzchen – Porträt eines Zeitgenossen“ charakterisiert: „So einer ist gefährlicher als eine Kompagnie von Feld-, Wald- und Wiesendemagogen“, denn die Leser „schlürfen … begierig das Getränk, das ihnen vorgesetzt wird, ohne zu merken, daß seine fade Süßigkeit fein verteilte Giftstoffe verbirgt. Dieses Gift aber ist von besonderer Sorte: es setzt sich im Bewußtsein fest, kristallisiert sich zu kaum mehr lösbaren Urteilskomplexen und Ressentimentsklumpen; es haftet noch, wenn der Anlass längst vergessen ist. So macht man Leute zu Proselyten, die gar nicht wissen, daß sie bekehrt werden. So entsteht in unserem tintenklecksenden Säkulum ein Stück ‚öffentlicher Meinung‘.“
1934 erscheint unter seinem Klarnamen die Schrift „Gift, Feuer, Mord! Augenblicksbilder aus dem Reichstagsbrandprozeß“, herausgegeben vom „Gesamtverband Deutscher antikommunistischer Vereinigungen“ in mehreren tausend Exemplaren. Von 1935 bis 1936 übernimmt er in der Monatsschrift „Der Türmer“ die Rubrik „Türmers Tagebuch“. 1936 erscheint „Wir benehmen uns! Ein fröhlich Buch für Fähnrich, Gent und kleines Fräulein“ im Verlag August Scherl, in einer Auflage von 50.000 Exemplaren bis 1941. 1940 unter dem Pseudonym „A“: „Das sind sie! Franzosenkalender“, eine propagandistische Zerrbild-Darstellung.